# Rua das Palmeiras (São Paulo)
A Rua das Palmeiras é uma alameda na região da Santa Cecília, uma das principais dela. Conecta as praças Marechal Deodoro e Santa Cecília, dois logradouros muito populares da região.
Seu CEP é 01226-010. Vai até o número 485 ao longo de seus 485 metros. A rua das Palmeiras possui sentido único, indo apenas sentido bairro.
Localizada integralmente no distrito da Santa Cecília entre os bairros de Vila Buarque, Campos Elíseos e Santa Cecília, é uma das principais vias da região onde se encontra. Seus extremos são a Praça Marechal Deodoro, famosa pela riqueza cultural histórica representada na forma de estátuas, placas e monumentos, e o Largo de Santa Cecília, outra praça famosa, especialmente pela Paróquia Santa Cecília, principal centro católico da região.
Ambos os espaços possuem suas próprias estações de metrô com seus respectivos nomes, Santa Cecília e Marechal Deodoro. Isso faz com que o acesso à rua seja muito fácil e a torna mais movimentada entre as outras da região. Além disso, a Linha 3-Vermelha do Metrô de São Paulo também passa sob a rua.

## Cruzamentos
A rua cruza com outras 6, sentido bairro:
- Rua Helvétia
- Alameda Glete
- Rua Martim Francisco
- Alameda Nothmann
- Rua Barão de Tatuí
- Rua Apa